# Tulstrup (Hillerød)
Tulstrup is een plaats in de Deense regio Hovedstaden, gemeente Hillerød, en telt 1264 inwoners (2007).